# Halsbandnatter
Die Halsbandnatter (Diadophis punctatus), zuweilen auch Ringhalsnatter oder Amerikanische Ringelnatter genannt, ist eine mit mehreren Unterarten in Nord- und Mittelamerika vorkommende ungiftige Schlange. Der Artname leitet sich von dem lateinischen Wort punctum mit der Bedeutung „Punkt“ ab und dürfte sich auf die vielen schwarzen Punkte auf der Unterseite der Schlange beziehen.

## Beschreibung
Ausgewachsene Halsbandnattern erreichen eine Körperlänge von 25 bis 38 Zentimetern. Lediglich bei der im Norden Mexikos vorkommenden größeren Unterart Diadophis punctatus regalis wurden Längen zwischen 38 und 46 Zentimetern gemessen. Die Weibchen sind stets etwas größer als die Männchen. Farblich gibt es zwischen den Geschlechtern keine Unterschiede, auch die Jungtiere sind gleichfarbig. Die Schuppen sind glatt, die Analplatte ist geteilt. Sie haben auf der Oberseite eine aschgraue, silbergraue, bläulich graue, grünlich graue, graubraune, anthrazitgraue oder fast schwarze Farbe. Der Oberkopf ist stets schwarzgrau gefärbt. Die Kieferwinkel sind weißlich bis gelblich. Um den Hinterkopf erstreckt sich ein meist satt gelbes ringförmiges Band, das zuweilen orangefarben oder bei den im Westen und Süden vorkommenden Individuen karminrot gefärbt sein kann. Bei der in Florida vorkommenden Unterart Diadophis punctatus acricus ist dieses Band unterbrochen oder fehlt vollständig. Die sehr auffällige Unterseite der Halsbandnattern variiert regional ebenfalls sehr stark. Sie kann goldgelbe, orangegelbe oder kräftig rote Färbungen annehmen und wird zuweilen zur Abschreckung vor Fressfeinden eingesetzt. Zuweilen zeigt der stark verjüngte Schwanz eine andere Färbung als die übrige Unterseite. Die Konfiguration der vielen schwarzen Flecke auf der Bauchseite kann zur Unterscheidung der verschiedenen Unterarten verwendet werden. Die Pupillen sind rund. Eine Häutung kann in sämtlichen Monaten eines Jahres erfolgen.

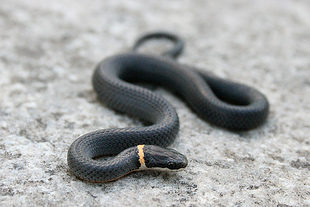
Natter mit schwarzgrauer Oberseite
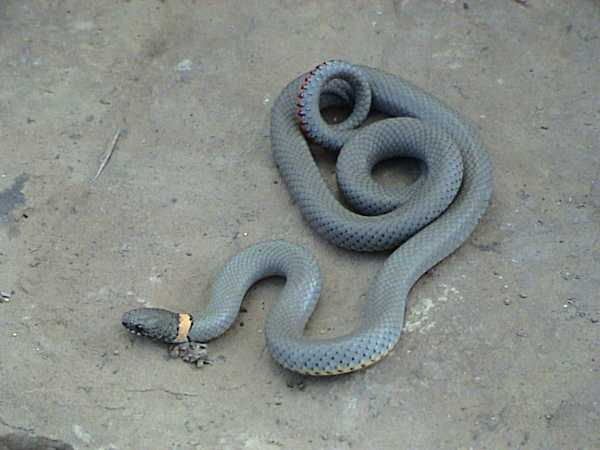
Natter mit blaugrauer Oberseite
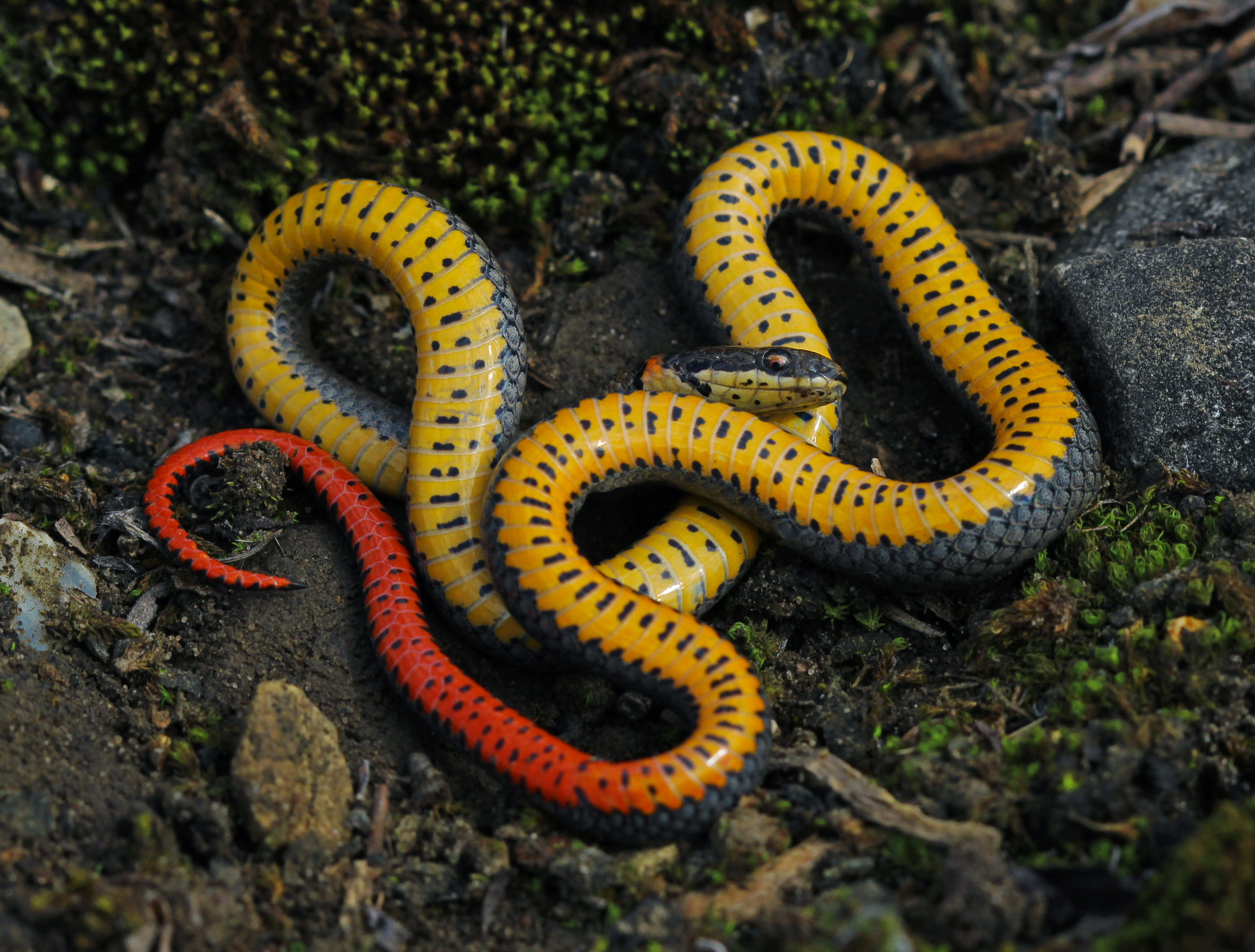
Gelbe Unterseite in Totstellung
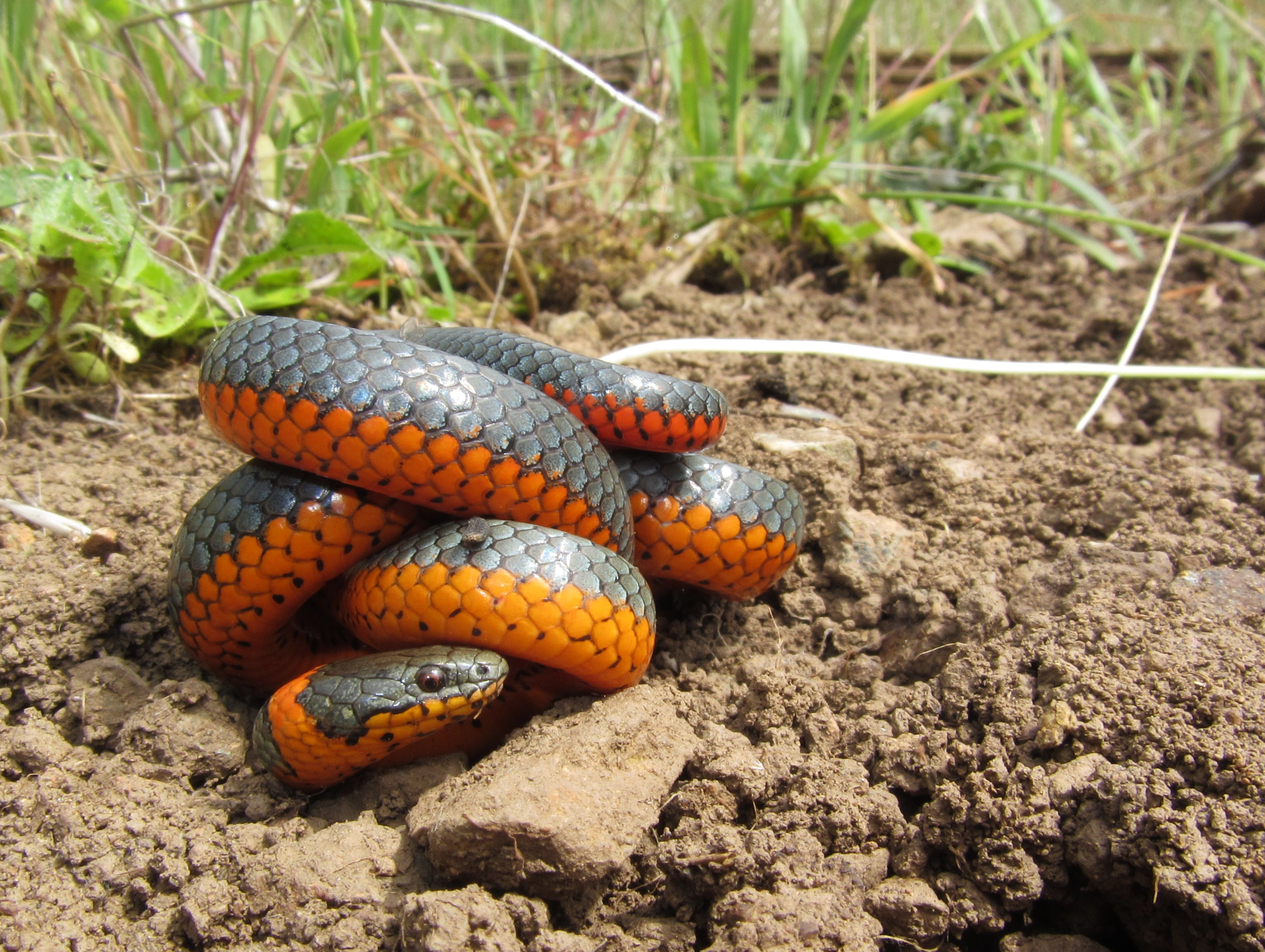
Orange Unterseite in Schutzhaltung
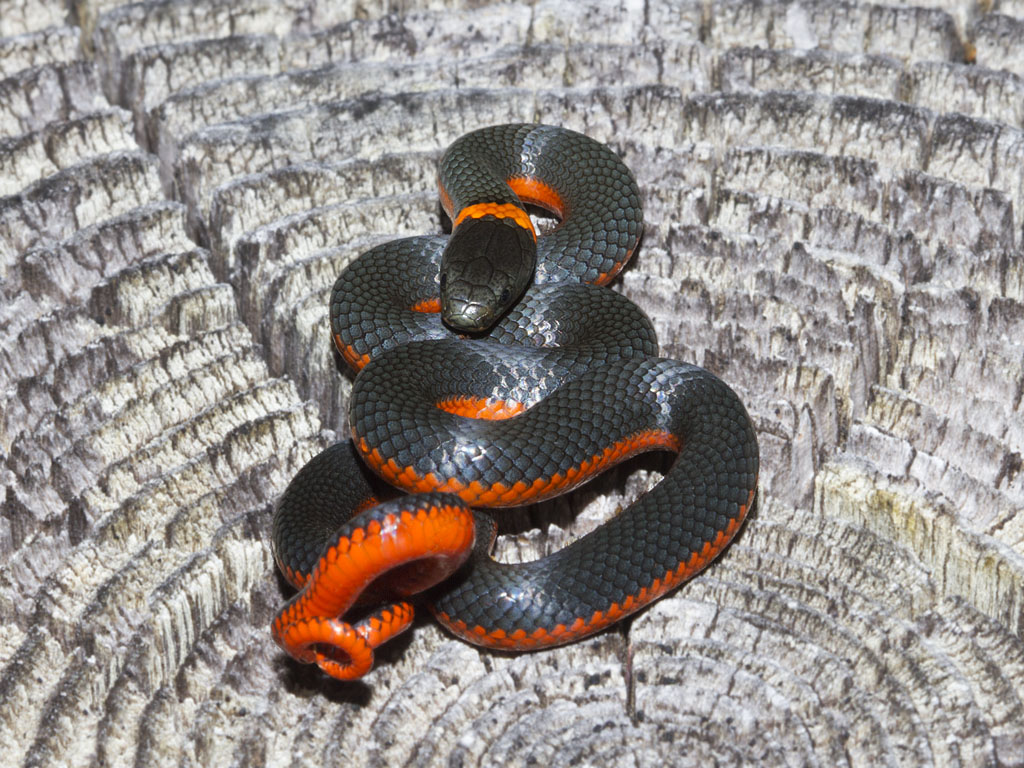
Rote Unterseite in Abwehrhaltung

## Ähnliche Arten
- Die an der Ostküste Mexikos vorkommende Ninia diademata unterscheidet sich durch die grobe Beschuppung sowie die hellgraue Körperunterseite.[2]
- Die eurasische Ringelnatter (Natrix natrix) unterscheidet sich durch die geteilten halbmondförmigen Halsflecke und die weißliche bis hellgraue Körperunterseite. Sie kommt in Nord- und Mittelamerika nicht vor.

## Verbreitung und Lebensraum

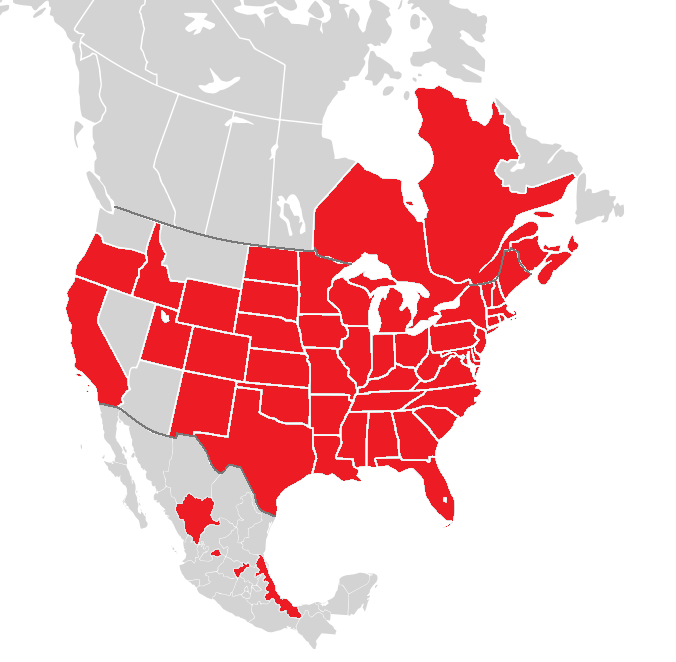
US-amerikanische und mexikanische Bundesstaaten und kanadische Provinzen mit Nachweisen der Art

Halsbandnattern kommen mit insgesamt 14 Unterarten vom Südosten Kanadas durch den überwiegenden Teil der USA bis in einzelne Regionen Mexikos vor. Sie fehlen in sehr trockenen Gebieten von Montana, Arizona und Nevada. Die Art besiedelt in erster Linie Gegenden mit feuchtem Boden und kommt in lichten Wäldern, auf strauchigen Wiesen und felsigen Böschungen vor. Südliche Unterarten bevorzugen sehr feuchte Orte wie Sümpfe oder Auenwälder.

## Lebensweise
Zur Nahrungssuche sind die Halsbandnattern hauptsächlich nachts aktiv. Am Tage wärmen sie sich nur gelegentlich in der Sonne auf. Sie sind sehr soziale Tiere und es wurden große Kolonien mit einhundert oder mehr Individuen festgestellt. Die Paarung erfolgt überwiegend im Frühjahr nachdem die Tiere nach einer mehrmonatigen Winterruhe wieder aktiv geworden sind. Die Eier werden im Juni oder Anfang Juli gelegt. Die Weibchen legen drei bis zehn Eier kurz hintereinander. Sie werden an feuchten, meist leicht sonnigen Orten abgelegt, überwiegend in Haufen von verrottender Vegetation. Aufgrund der Verrottung von organischem Material wird Wärme frei, die den Reifeprozess der Eier unterstützt. In Gebieten, in denen Kolonien existieren, werden die Eier oftmals in Gemeinschaftsnestern deponiert. Nach dem Legen erfolgt keine weitere Brutpflege. Ein einzelnes Ei ist weiß gefärbt, zeigt gelbliche Enden, hat eine längliche Form und ist ungefähr 25 Millimeter lang. Jungtiere schlüpfen im August oder September. Die Geschlechtsreife wird nach drei Jahren erreicht.

## Ernährung

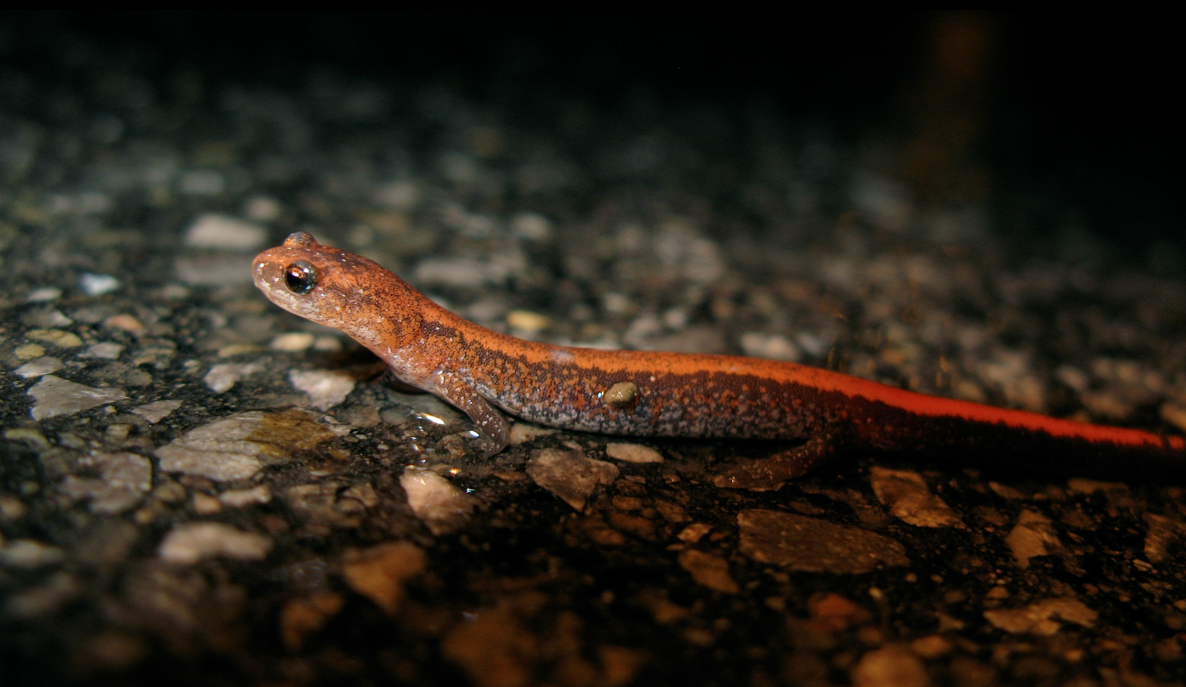
Rotrücken-Waldsalamander,
eine bevorzugte Nahrung

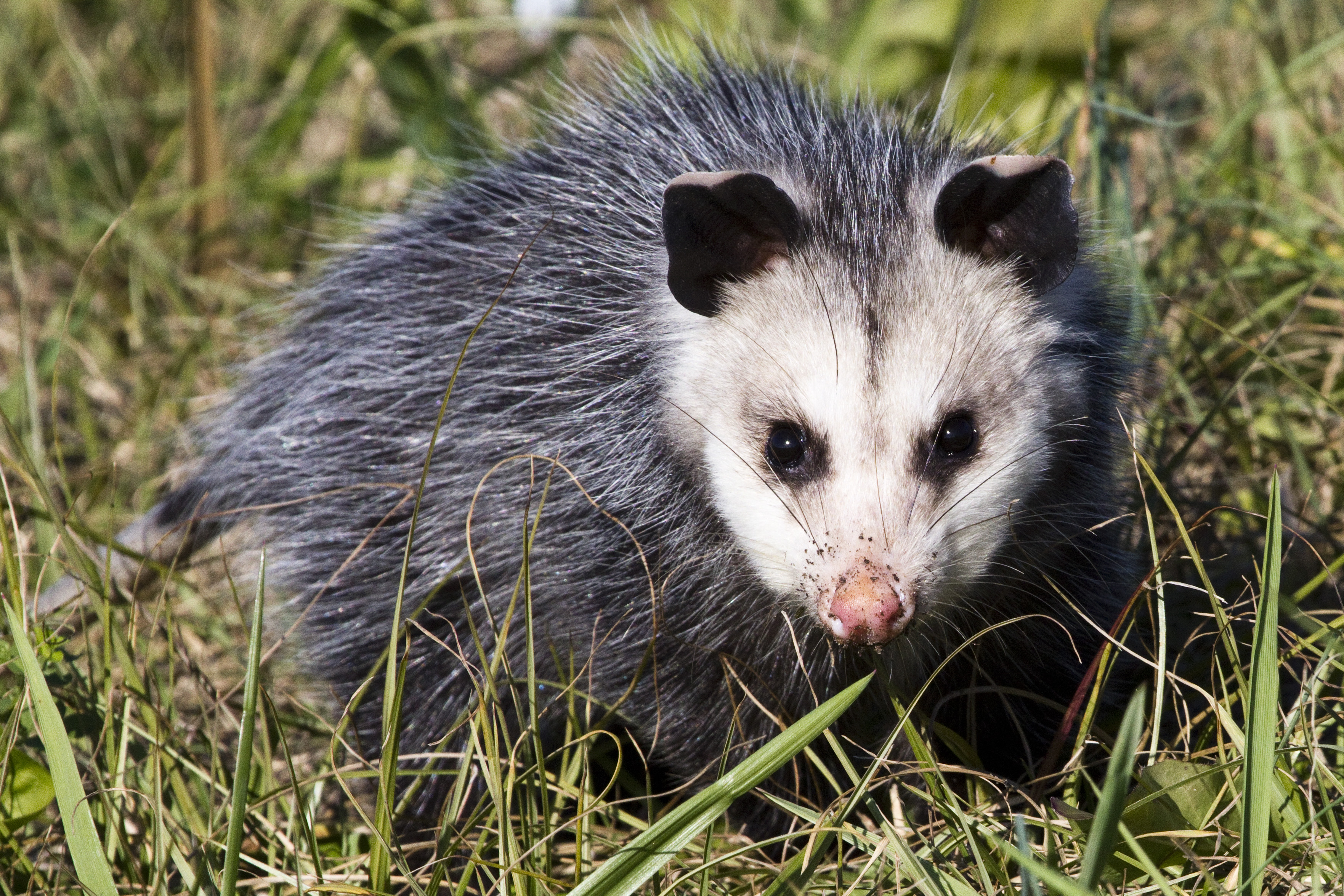
Nordopossum, ein Fressfeind

Die bevorzugte Nahrung der Halsbandnattern besteht aus kleinen Salamandern, Eidechsen (Lacertidae), Fröschen und Regenwürmern (Lumbricidae) sowie Jungschlangen anderer Arten. Die Häufigkeit bestimmter Beute in der Nahrung hängt von der Verfügbarkeit ab. Sowohl in Michigan als auch in Nova Scotia ernährt sich die Halsbandnatter überwiegend vom Rotrücken-Waldsalamander (Plethodon cinereus). Größere Beutetiere werden zuweilen durch Umschlingen erstickt, bevor sie verschlungen werden.

## Feinde
Wenn Halsbandnattern angegriffen werden, wickeln sie den Schwanz auf, richten ihn in Richtung des Feindes und versuchen ihn mit den grellen Farben zu erschrecken und zu beeindrucken. Zuweilen werfen sie sich auf den Rücken und täuschen den Tod vor. Bei weiteren Angriffen sondern sie einen stechend riechenden Speichel ab. 
Zu den Fressfeinden zählen u. a. andere Schlangenarten, Ochsenfrösche (Rana catesbeiana), Gürteltiere (Dasypoda), Skunks (Mephitidae) und Eulen (Strigiformes). Es wurde auch beobachtet, dass sich Spitzmäuse (Soricidae), große Spinnen und Tausendfüßer (Myriapoda) zuweilen von jungen Halsbandnattern ernähren. Ein weiterer Fressfeind ist das Nordopossum (Didelphis virginiana). Dieses frisst außer Nattern ebenfalls Klapperschlangen (Crotalus), gegen deren Gift es weitgehend immun ist.

## Gefährdung
Die Art ist in ihren Vorkommensgebieten nicht selten und wird demzufolge von der Weltnaturschutzorganisation IUCN als „Least Concern = nicht gefährdet“ klassifiziert.